# Inmigración irlandesa en Uruguay
Los hiberno-uruguayos son uruguayos de ascendencia irlandesa. La mayoría de ellos concentrándose en el departamento de Montevideo.

## Historia

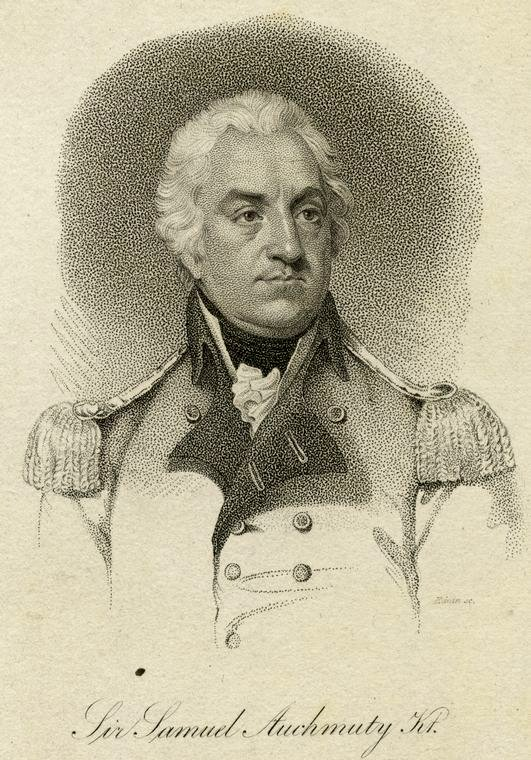
General de brigada Samuel Auchmuty

Muchos irlandeses emigraron a Uruguay en los años 1700, especialmente durante el siglo XIX, llegando también a Argentina.
En 1762, el capitán irlandés John McNamara lideró una armada británica para ocupar Colonia del Sacramento, previamente fortaleza de Portugal y España. La ocupación fracasó, pero en 1807 el general de brigada Samuel Auchmuty ocupó Montevideo con una armada británica e irlandesa y dominó la ciudad por catorce meses, durante los cuales un grupo de mercaderes de Gran Bretaña e Irlanda llegaron a la ciudad y contribuirían a su emergente identidad cultural. El soldado irlandés Peter Campbell (1780-c1832) del 71.er regimiento permaneció en el Río de la Plata y más tarde fundó la armada naval uruguaya, transformándose en diputado de la provincia de Corrientes.
En el punto más alto de su "milagro económico", miles de inmigrantes irlandeses llegaron para vivir en Uruguay, muchos de ellos eran profesionales o directivos de grado medio que formaron la burguesía de Montevideo. Muchos sin embargo, eran irlandeses agricultores que se establecieron en áreas rurales. Un número importante de campesinos llegaron en barco al puerto de Montevideo en 1836, lo que hizo que se disparase el precio de la lana y la cría de ovejas. Se conoce que campesinos del distrito de Kilrane, Condado de Wexford, se trasladaron a los departamentos de Río Negro y Paysandú, al mismo departamento poblado por inmigrantes de Westmeath y Longford. La inmigración de irlandeses a Uruguay continuó en los años 1840 a causa de la Gran Hambruna irlandesa que los obligó a emigrar a todas partes del mundo.
Juan Manuel de Rosas, gobernador de la provincia de Buenos Aires y encargado de las relaciones exteriores de la Confederación Argentina en esa época, estuvo a favor de la inmigración británica, lo que impulsó a muchos campesinos irlandeses a trasladarse a Argentina; importantes terratenientes como James Gaynor (1802–1892) y John Maguire (m. 1905) manejaban tierras tanto en Uruguay como en Argentina. Un estanciero irlandés, William Lawlor (1822–1909), originario de Abbeyleix, Condado de Laois, fue documentado como terrateniente y dueño de una estancia llamada "Las Tres Patas". La revista Harper en 1891 comentó sobre las típicas residencias de los inmigrantes irlandeses campesinos: 

"Las cabañas del campesinado irlandés dan alguna idea del rancho uruguayo. Es una vivienda incomoda, poco saludable y reumática, menos civilizada que la de los esquimales, y construida más despreocupadamente que el nido del pájaro más ordinario".

Muchos uruguayos caucásicos tienen ascendencia irlandesa o escocesa.
Varios pobladores irlandeses en Montevideo se hicieron conocidos en el siglo XIX; algunos de ellos son el físico Constantine Conyngham (1807–1868), que tuvo éxito durante la epidemia de Montevideo de 1856, Louis Fleury, un director general de la salud de la armada nacido en Dublín, y Robert Young, quien fundó la ciudad de Young en el departamento de Río Negro, que tenía cien mil ovejas y ganado en 1875.
En el siglo XX, hubo un número significativo de misioneros irlandeses cristianos y educadores en Uruguay, algunos de los cuales enseñaron en el Christian Brothers College (Stella Maris) (fundada por el Brother Patrick C. Kelly en mayo de 1955) en Montevideo. Alfie Lamb estableció la Legion of Mary en Montevideo en 1956 y en otros países de Latinoamérica.

## Cultura
En el Día de San Patricio una parte de la comunidad festeja la cultura y el día nacional de Irlanda en la capital de Montevideo. La vida de los campesinos criadores de ovejas irlandeses en el Uruguay rural del siglo XIX es reflejada en In the Shadow of the Ombú Tree, novela de 2005 escrita por Hugh Fitzgerald Ryan.
Los irlandeses han contribuido a la gastronomía de Montevideo. The Shannon Irish Pub es un bar irlandés del área de la Ciudad Vieja de Montevideo. El bar fue abierto en el año 2001 y está ubicado en la calle Bartolomé Mitre 1318, a dos cuadras de la Plaza Independencia y a una cuadra de la Plaza Matriz. Bradt Travel Guides dice: "un bar irlandés en la calle de bares más animada, con una amplia gama de cervezas (aunque a los uruguayos les cuesta entender por qué un bar irlandés no sirve café irlandés)". El bar es un centro importante para los irlandeses-uruguayos, donde a menudo actúan bandas como Grianan (formada en 1999), liderada por Conrad O'Neill, un irlandés-uruguayo de cuarta generación.
Otras bandas celtas notables que tocan regularmente en el bar son Creepy Celtic Brothers, El Enclave, Los Casal, Os Trappaleiros y River Pipe Band. El bar a menudo tiene música en vivo y DJs las noches de fin de semana y también atrae a uruguayos que no tienen ascendencia irlandesa.